# Oryzomys antillarum
Az Oryzomys antillarum az emlősök (Mammalia) osztályának rágcsálók (Rodentia) rendjébe, ezen belül a hörcsögfélék (Cricetidae) családjába tartozó kihalt faj.
2009-ig a Coues rizspatkánya (Oryzomys couesi) alfajaként tartották számon.

## Tudnivalók
Jamaica szigetén volt honos. Eltűnését a behurcolt jávai mongúznak (Herpestes javanicus) tulajdonítják, melyet 1872-ben telepítettek be Jamaicába.

## Megjelenése
Mindössze koponyája alapján ismert. Nagy méretű rágcsáló volt.